# ألفرد هاسلر
ألفرد هاسلر (بالإنجليزية: Alfred Hassler)‏ هو كاتب أمريكي، ولد في 1910 في ألينتاون في الولايات المتحدة، وتوفي في 5 يونيو 1991.